# .700 Nitro Express
 (février 2022).
Le .700 Nitro Express (ou .700 NE) est une munition de chasse destinée au très gros gibier, notamment au safari aux Big Five, plus précisément à l'éléphant.

## Histoire
La munition fut mise au point par la firme anglaise Holland & Holland en 1988, parallèlement un fusil spécial fut développé.

## Description
Calibre - 17,78×89mm (.700 inch)
Masse du projectile - 64.8 grammes
Fabricants - A-Square и Woodleigh (balles), A-Square, Kynamco Ltd et W. Romey (charge propulsive)
L'impact du projectile est suffisant pour assommer un pachyderme avec un impact au crane et ainsi arrêter une charge même si le système nerveux central (cible du tir) n'est pas touché. La forme et la masse du projectile assurent une trajectoire rectiligne après avoir pénétré un os, ce qui est primordial pour atteindre les points sensibles d'un gros gibier et est parfaitement impossible avec un projectile de type spitzer qui bascule à l'impact.
Son rôle étant déjà rempli par le 600 nitro express depuis 1903, le 700 est souvent vu par les chasseurs de gros gibier comme un "gadget" ou "caprice".
En 2018, une carabine double express de 9kg, proposée par le fabricant français Verney-Carron voyait le jour. 
Déviation verticale de la balle par rapport à la ligne de visée :
- Distance de 50 m — 3 cm au-dessus ;
- 100 m — 2,9 cm au-dessus ;
- 150 m — 6,4 cm en dessous ;
- 200 m — 25,6 cm en dessous.

## Distribution du produit
Le prix d'une cartouche aux USA est de 100$.
Sur l'un des sites américains de vente de munitions les plus connus, cette munition est en rupture de stock depuis fin 2021, sans doute à cause de l'engouement pour ce calibre  auprès du grand public ; de plus en plus d'influenceurs de Youtube produisant des capsules dans lesquelles est mis en scène ce calibre superlatif. 
A la fin des années 90, des cartouches de ce calibre produites par l'entreprise WR Ammunition, à Petershagen, étaient encore disponibles chez l'équipementier suisse Kettner, au prix unitaire de 70 CHF.